# Fred Korth
Pour les articles homonymes, voir Korth.
Frederick Herman Korth dit Fred Korth (né le 9 septembre 1909 à Yorktown et mort le 14 septembre 1998 à El Paso), est une personnalité politique américaine.
Il est notamment le 56e secrétaire à la Marine des États-Unis en 1962-1963.